# Eigenschutz
Die Eigensicherung ist der aktive Schutz über geeignete vorbeugende Maßnahmen, die Gefahren für Leib oder Leben abzuwenden. Die passive Absicherung durch geeignete Schutzkleidung nennt man Eigenschutz.

Rettungskette

Eigenschutz bedeutet, in Notfallsituationen für Leib und Leben gefährliche Situationen zu erkennen und Vorkehrungen zu treffen, um auftretende Risiken zu minimieren. Das schließt die Verwendung von Hilfsmitteln ein. Der Eigenschutz ist ein Handlungsprinzip, das von allen Beteiligten (Ersthelfer und professionelle Helfer) in jeder Phase eines Einsatzes beachtet werden muss.
Den Eigenschutz zu beachten, soll verhindern, dass der Hilfeleistende blindlings in Situationen hineinläuft, die eine Gefahr für ihn darstellen, oder sich unnötig einer erhöhten Gefährdung aussetzt. Nur ein unverletzter Helfer kann helfen, ein geschädigter Helfer ist ein Hilfsbedürftiger mehr.
Einem Ersthelfer kann bei der Hilfeleistung das Schema helfen:
- Erkennen – welche Art Notfall liegt vor?
- Überlegen – welche Gefahren drohen dem Betroffenen oder dem Helfer?
- Handeln – der Situation entsprechend vorgehen.

## Gefahrensituationen
Viele Gefahren können Menschen mit ihren Sinnesorganen nicht wahrnehmen, sie sind geruchlos, unsichtbar und geräuschlos. Auch erkennbare Gefahren werden von Helfern oft missachtet, wenn dem Drang zu helfen unüberlegt nachgegeben wird.
- Straßenverkehr: Ein liegengebliebenes Fahrzeug oder ein Unfall bilden eine Gefahr für die Betroffenen, den nachfolgenden Verkehr und die Helfer. Um die Gefahren zu verringern, muss eine Unfallstelle vor der Hilfeleistung abgesichert werden. Die erste Maßnahme ist dabei, die Warnblinkanlage einzuschalten, sich selbst mit einer Warnweste besser sichtbar zu machen (Eigenschutz) und anschließend das Warndreieck in ausreichender Entfernung (abhängig von der auf der Strecke gefahrenen Geschwindigkeit und der Situation) aufzustellen, ggf. auch eines in der Gegenrichtung. Immer dem Verkehr entgegenlaufen, möglichst im Bankett, bzw. hinter der Leitplanke (Eigensicherung)! Andere Fahrzeugführer können mit Handzeichen zum Langsamfahren aufgefordert werden (Fremdsicherung).
- Geräte und Maschinen in der Landwirtschaft, in Betrieben und auf Baustellen: Wichtig ist, dass die Geräte ausgeschaltet werden und sich nicht unvermittelt bewegen können. Sie müssen zuverlässig gegen Inbetriebnahme gesichert werden.
- Grube, Silo, Keller: Hier besteht die Gefahr des Verschüttetwerdens durch schlecht oder nicht abgestützte Gruben und Schüttgüter in Silos, sowie die des Erstickens in Gärkellern und Silos, wenn z. B. durch Gärung Kohlenstoffdioxid entsteht. Dieses sammelt sich am Boden, da es schwerer als Luft ist und die Luft vollständig verdrängt. Rettung bei solch einem Gärgasunfall ist nur durch ausgebildete Fachkräfte mit außenluftunabhängigem Atemschutz möglich.
- Brände: Die Gefahren bilden Hitze und Rauch und treten in Form von heißen Flüssigkeiten und Gegenständen sowie von heißen und giftigen Gasen und Dämpfen auf. Brände müssen unter Umständen vor der Hilfeleistung gelöscht werden. Dabei ist auf die Wahl des richtigen Löschmittels zu achten.
- Gase: Davon gehen die Gefahren Ersticken, Vergiftung und Feuer aus. In Bereichen, die mit Gasen angefüllt sind, ist der Aufenthalt untersagt. Gase nicht einatmen, Zündquellen (Feuerzeuge, Lichtschalter, Funkenbildung) vermeiden. Abhilfe schafft intensives Lüften.
- Gifte: Für den Ersthelfer gefährlich sind v. a. Kontaktgifte, die häufig in Pflanzenschutzmitteln enthalten sind. Hier ist besonders auf das seit 2002 verbotene Pestizid E 605 hinzuweisen: Das Gift wird über die Haut aufgenommen und bereits eine Berührung führt zu schweren gesundheitlichen Schäden bis hin zum Tod.
- Säuren, Laugen: Berührung vermeiden. Auch bereits verdünnte Säuren und Laugen können noch Ätzwirkung haben.
- Elektrischer Strom: Vor der Hilfeleistung unbedingt die Stromzufuhr unterbrechen, indem die Sicherung entfernt wird, indem man den Stecker zieht oder das Gerät ausschaltet. Manche elektronische Bauteile können gefährliche Restspannungen speichern.
- Blutende Wunden: Davon geht potenziell eine Infektionsgefahr aus. Hiervor schützen Einmalhandschuhe.
- Lawinen: Nach Lawinenabgängen kann es unter Umständen zu weiteren Lawinen (Nachlawinen) im Unfallbereich kommen.

## Hilfsmittel
Um den Eigenschutz zu unterstützen, gibt es verschiedene Hilfsmittel, deren Vorhandensein teilweise verschiedene Regelwerke vorschreiben.

### Handschuhe

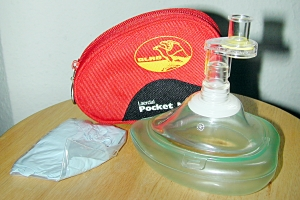
Set mit Taschenmaske und Einweg-Schutzhandschuhen

Ein wichtiger Teil des Eigenschutzes ist das Tragen der in jedem Verbandkasten vorhandenen Einmalhandschuhe. Sie schützen den Ersthelfer vor Infektionen (u. a. Hepatitis B, Hepatitis C und HIV). Sie sorgen für ein Mindestmaß an Hygiene und senken den Ekelfaktor, besonders im Umgang mit offenen Wunden und mit Erbrechenden.
Arbeitsschutzhandschuhe schützen, je nach Beschaffenheit in einem gewissen Maß vor mechanischen Verletzungen, giftigen oder ätzenden Substanzen.

### Beatmungshilfen
Beatmungshilfen, die das Infektionsrisiko bei der Atemspende verringern sollen, finden sich oft in Betriebsverbandkästen; in Kfz-Verbandkästen und in Privathaushalten fehlen sie noch häufig. Infrage kommen Beatmungstücher oder einfache Beatmungsmasken.

### Sicherheitseinrichtungen
In Gebäuden, Fahrzeugen und an Maschinen gibt es verschiedene Sicherheitseinrichtungen, deren Position und Funktionsweise bekannt sein sollte:
- Fluchtwege
- Feuerlöschgerät
- Erste-Hilfe-Ausrüstung, Verbandkasten
- Warnblinkanlage
- Warnweste
- Warnleuchte
- Warndreieck
- Sicherungen
- Notabschaltungen